# Бізона
Бізона (дав.-гр. Βιζόνα) — давньогрецька колонія на західному березі Чорного моря.
Першим населенням містечка були фракійці, які можливо й дали йому назву.
Згодом поселення захопили грецькі переселенці з сусідньої Месембрії, можливо за участю мегарян.
Бізона була зруйнована потужним землетрусом.